# デトロイトグランプリ
デトロイトグランプリ（デトロイトGP、米: Detroit Grand Prix）は、1982年から1988年までアメリカ合衆国・ミシガン州デトロイトに特設したデトロイト市街地コースで開催されたF1世界選手権のレース。
文献により、1982-1984年のレースを「アメリカ東グランプリ」、アメリカ国内で唯一の開催となった1985-1988年のレースを「アメリカグランプリ」と呼ぶ場合がある。

## 概要
1973年のオイルショックにより、アメリカ国内の3大自動車メーカー（フォード、ゼネラルモーターズ、クライスラー）は苦境に陥り、さらに不況の影響によって失業者が急増し、デトロイトは経済的な地盤沈下に見舞われた。この危機を乗り切るため、1977年に「ルネサンス・センター」（現在のゼネラルモーターズ本社）が建設され、デトロイトの経済的復興を押し進めるため、アメリカ西グランプリを開催して知名度を上げたロングビーチのようにF1レースの開催を目指し、F1の興行権を握っていたFOCAのバーニー・エクレストンも開催地の拡大を目指していたこともあり、1982年からのF1開催にこぎつけた。これによりアメリカ西グランプリ、シーザーズ・パレスグランプリに続き、アメリカ国内で3つ目のレースが開催されることになった。
前記したルネサンス・センターを囲んだダウンタウンに設置されたデトロイト市街地コースで開催されたが、路面は荒れていて、コース幅が狭い箇所や厄介なコーナーが多く、かつ夏の6月に開催されたため高温多湿であったことから、多くのドライバーがメカニカルトラブルやウォールへの接触でリタイアを強いられた。初年度の1982年は準備が整わず、エスケープゾーンやバリアの設置が不十分な状態であり、この問題を解消するためテスト走行を中止するほどだった。翌1983年は前年の問題を踏まえてコースレイアウトを変更し、路面も再舗装されて1988年まで開催されたが路面の荒れ方は変わらず、同年のレース終了後に仮設ピットの設備がもはやF1の基準を満たしていないとFISAに指摘され、主催者がベルアイル島に移転する案を提出したが交渉は決裂し、この年をもってF1の開催を終了した。
翌1989年からは国内フォーミュラカーレースのCARTインディカー・ワールド・シリーズの一戦となり、1992年にベルアイル島のベル・アイル・パーク市街地コースに舞台を移して行われたが、2023年からコースレイアウトが大幅に変更されたデトロイト市街地コースに戻っている。

## 主な出来事
- 1982年 - 前年度（1981年）チャンピオンのネルソン・ピケ（ブラバム）がマシントラブルで予選落ちするハプニングがあった。決勝でもアクシデントやマシントラブルが相次ぎ、6周で赤旗が出されて1時間中断された。完走したのは12台で、17番手スタートのジョン・ワトソン（マクラーレン）が母国出身のエディ・チーバー（リジェ）を抑えて優勝した[4]。

- 1983年 - ティレルのミケーレ・アルボレートが優勝し、名基DFV系エンジン (DFY) の最後の勝利を飾った。また、この1勝は名門ティレルの最後の勝利にもなった。

- 1984年 - 出走26台のうち、完走はわずか6台[注 3]のサバイバルレースになった[5]。

- 1987年 - アイルトン・セナがデトロイトGPで連勝し、これが名門ロータス[注 4]にとって最後の勝利となった。

- 1988年 - 最後の開催もセナが制し、デトロイトGP3連勝を飾った[4]。

## 結果
| 年    | 決勝日  | ラウンド | サーキット | 優勝者                 | コンストラクター      | 結果 |
| ----- | ------- | -------- | ---------- | ---------------------- | --------------------- | ---- |
| 1982  | 6月06日 | 7        | デトロイト | ジョン・ワトソン       | マクラーレン-フォード | 詳細 |
| 1983  | 6月05日 | 7        | デトロイト | ミケーレ・アルボレート | ティレル-フォード     | 詳細 |
| 1984  | 6月24日 | 8        | デトロイト | ネルソン・ピケ         | ブラバム-BMW          | 詳細 |
| 1985  | 6月23日 | 6        | デトロイト | ケケ・ロズベルグ       | ウィリアムズ-ホンダ   | 詳細 |
| 1986  | 6月22日 | 7        | デトロイト | アイルトン・セナ       | ロータス-ルノー       | 詳細 |
| 1987  | 6月21日 | 6        | デトロイト | アイルトン・セナ       | ロータス-ホンダ       | 詳細 |
| 1988  | 6月19日 | 6        | デトロイト | アイルトン・セナ       | マクラーレン-ホンダ   | 詳細 |
| 出典: |         |          |            |                        |                       |      |

### 開催サーキット

デトロイト（1982）
デトロイト（1983-1988）

## 優勝回数

### ドライバー
| 回数  | ドライバー             | 優勝年           |
| ----- | ---------------------- | ---------------- |
| 3     | アイルトン・セナ       | 1986, 1987, 1988 |
| 1     | ジョン・ワトソン       | 1982             |
| 1     | ミケーレ・アルボレート | 1983             |
| 1     | ネルソン・ピケ         | 1984             |
| 1     | ケケ・ロズベルグ       | 1985             |
| 出典: |                        |                  |

### コンストラクター
| 回数  | コンストラクター | 優勝年     |
| ----- | ---------------- | ---------- |
| 2     | ロータス         | 1986, 1987 |
| 2     | マクラーレン     | 1982, 1988 |
| 1     | ティレル         | 1983       |
| 1     | ブラバム         | 1984       |
| 1     | ウィリアムズ     | 1985       |
| 出典: |                  |            |

- 太字は2025年のF1世界選手権に参戦中のコンストラクター。

### エンジン
| 回数  | メーカー | 優勝年           |
| ----- | -------- | ---------------- |
| 3     | ホンダ   | 1985, 1987, 1988 |
| 2     | フォード | 1982, 1983       |
| 1     | BMW      | 1984             |
| 1     | ルノー   | 1986             |
| 出典: |          |                  |

- 太字は2025年のF1世界選手権に参戦中のメーカー。

1. ↑  コスワースが製造。